# Апостольский викариат Соддо
Апостольский викариат Соддо (лат. Vicariatus Apostolicus Soddensis) — апостольский викариат Римско-Католической церкви с центром в городе Соддо, Эфиопия. Апостольский викариат Соддо распространяет свою юрисдикцию на часть территории Региона Народов и народностей юга. Апостольский викариат Соддо подчиняется непосредственно Святому Престолу. Кафедральным собором апостольского викариата Соддо является церковь Святой Троицы.

## История
13 февраля 1940 года Римский папа Пий XII издал буллу «Quae utilia», которой учредил апостольскую префектуру Хосанны, выделив её из апостольского викариата Джиммы (сегодня — Апостольский викариат Нэкэмте) и апостольской префектуры Негели (сегодня — Апостольский викариат Ауасы).
30 декабря 1977 года апостольская префектура Хосанны была переименована в апостольскую префектуру Соддо-Хосанны.
15 октября 1982 года Римский папа Иоанн Павел II выпустил буллу «Compertum habentes», которой преобразовал апостольскую префектуру Соддо-Хосанны в апостольский викариат.
20 января 2010 года апостольский викариат Соддо-Хосанны был переименован в апостольский викариат Соддо. В этот же день апостольский викариат Соддо передал часть своей территории для возведения нового апостольского викариата Хосанны.

## Ординарии апостольского викариата
- Tiziano da Verona (25.10.1940 — 1945);
- Urbain-Marie Person (2.01.1952 — 16.02.1973);
- Domenico Crescentino Marinozzi (23.02.1979 — 5.01.2007);
- Rodrigo Mejía Saldarriaga (5.01.2007 — по настоящее время).

## Источник
- Annuario Pontificio, Libreria Editrice Vaticana, Città del Vaticano, 2003, ISBN 88-209-7422-3
- Булла Quae utilia, AAS 32 (1940), стр. 468  (лат.)
- Булла Compertum habentes, AAS 75 (1983) I, стр. 12  (лат.)